# Mamadou Ismaïla Konaté
Pour les articles homonymes, voir Mamadou Konaté et Konaté.
Mamadou Ismaïla Konate est un juriste malien né le 31 août 1963.
Avocat de formation, il commence sa carrière chez PricewaterhouseCoopers puis crée en 1998, à Bamako, le cabinet Jurifis Consult. Le 7 juillet 2016, il est nommé Ministre de la Justice du Mali et se met dès lors en congé du barreau et de son cabinet. Il démissionne de ses fonctions le 27 novembre 2017. 

## Formation
Né à Kayes, au Mali, d’une mère enseignante et d’un père haut fonctionnaire qui, très jeune, perd la vue et crée l’Institut des jeunes aveugles de Bamako et l’Union malienne des aveugles, Mamadou I. Konate est le premier d’une famille de cinq enfants.
Il fait l’intégralité de sa scolarité au Mali jusqu'au baccalauréat. Il part ensuite poursuivre des études de Droit à l’Université de Bordeaux. 

## Parcours professionnel et politique

### Avocat
En 1997, il fonde le cabinet d’avocats Jurifis Consult.
Inscrit aux barreaux de Bamako et de Paris, Mamadou I. Konaté est intervenu, en Afrique et en Europe, dans de nombreux dossiers.
Il s’implique dans le droit OHADA et publie de nombreuses communications sur ce sujet. Il est également Secrétaire Général de l’Association pour la Promotion de l’Arbitrage en Afrique (APAA).

### Ministre
Le 7 juillet 2016, il est nommé ministre de la Justice et des Droits de l’Homme, Garde des Sceaux, dans le gouvernement de Modibo Keïta. Il est reconduit , le 11 avril 2017, comme Ministre de la Justice, Garde des Sceaux, dans le gouvernement du Premier ministre Abdoulaye Idrissa Maïga.  
A la tête de son ministère, il est chargé de transformer la justice malienne afin de la rapprocher des citoyens, notamment en simplifiant les procédures en les rendant progressivement plus accessibles pour les justiciables. Il réorganise également certaines juridictions et met en place des actions en matière de justice transitionnelle dans les régions maliennes éprouvées par les répercussions de la crise de 2012.  
Au niveau international, il est intervenu dans la coopération entre les États Sahéliens sur les questions de la criminalité transnationale et le terrorisme, qui a abouti à l'entraide judiciaire, d'Assistance et de Convention d'Extradition, signé en mai 2017, entre le Mali, le Niger et le Tchad.
Désillusionné par le manque de volonté politique de lutter contre la corruption, il démissionne en novembre 2017. Il publie un livre sur son expérience ministérielle en 2018.

## Divers
Mamadou I. Konate est marié et père d’une enfant. Il est membre de l’Union Internationale des Avocats et de l’Association Européenne des Avocats. 

## Ouvrages
- 25 Lettres au président Mohamed Bazoum : Philosophe, prisonnier et résistant, Geneviève Goëtzinger, Mamadou Ismaïla Konaté, préface de Jean-Pierre Olivier de Sardan, Khartala, 2024. (ISBN 978-2-38409-298-7)